# Олішівка
Олі́шівка — село в Україні, у Житомирському районі Житомирської області. Входить до складу Хорошівської селищної громади. Населення становить 45 осіб.

## Історія
У 1906 році колонія Фасівської волості Житомирського повіту Волинської губернії. Відстань від повітового міста 39 верст, від волості 3. Дворів 29, мешканців 239.

## Населення
За даними перепису 2001 року населення села становило 45 осіб, з них 95,56 % зазначили рідною українську мову, а 4,44 % — російську.

## Постаті
- Фіщук Олександр Вікторович (1995—2022) — солдат Збройних сил України, учасник російсько-української війни.